# Phthiracarus kokae
Phthiracarus kokae är en kvalsterart som beskrevs av Wojciech Niedbała 2006. Phthiracarus kokae ingår i släktet Phthiracarus och familjen Phthiracaridae. Inga underarter finns listade i Catalogue of Life.